# Toongabbie Creek
Toongabbie Creek är ett vattendrag i Australien. Det ligger i delstaten Victoria, omkring 150 kilometer öster om delstatshuvudstaden Melbourne.
Trakten runt Toongabbie Creek består till största delen av jordbruksmark. Runt Toongabbie Creek är det ganska glesbefolkat, med 23 invånare per kvadratkilometer. Genomsnittlig årsnederbörd är 1 155 millimeter. Den regnigaste månaden är juni, med i genomsnitt 179 mm nederbörd, och den torraste är januari, med 50 mm nederbörd.